# 대한민국 제3대 민의원 후반기 의장단 선거
제3대 민의원 후반기 의장단 선거는 1956년 6월 8일에 실시되었다.
선거 결과 초선의 이기붕 자유당 의원이 민의원의장에, 재선의 조경규 자유당 의원과 재선의 황성수 자유당 의원이 민의원부의장에 선출되었다.
민의원의장과 2명의 민의원부의장에 모두 자유당 소속 의원들이 당선되면서, 자유당은 민주당과 헌정동지회의 야권 배려 요구를 완벽히 배격하고 국회직 독식 의지를 분명히 했다.
그러나 이기붕 의장과 조경규 부의장, 황성수 부의장은 모두 투표에 참여한 자유당 의원 135명보다 적은 128표를 득표하였으며, 의장 선거에 출마한 곽상훈 부의장 역시 투표에 참여한 민주당 의원 60명보다 적은 53표를 득표하였다. 따라서 여야 모두 소속 의원들 단속에 실패한 것으로 보여졌다.

## 선거 제도
민의원의장 및 민의원부의장 선거에서 당선자는 재적 의원 2/3 이상의 출석과 출석 의원 과반수의 찬성으로 결정하도록 되어있었다. 만약 1차 투표 결과 과반을 득표한 후보가 없을 시 2차 투표를 해야 했으며, 2차 투표에서도 과반을 득표한 후보가 없을 시 상위 득표자 2인에 대하여 결선 투표를 실시해 최다 득표자를 당선자로 하도록 되어 있었다.

## 후보

### 민의원의장 후보

#### 자유당
자유당은 6월 6일 의원총회를 열고 민의원의장 후보에 현직의 이기붕 의장을 공천하였다. 당초 비당권파 측에서는 당의 혁신을 요구하며 조경규 부의장을 의장 후보로 지지, 이기붕 의장의 재선을 추진하던 당권파와 충돌하였다. 그러나 조경규 부의장이 막판에 불출마를 표명하여 이기붕 의장이 추대되게 되었다. 그러나 당권파 측에서 이기붕 의장의 지지를 확보하기 위해 며칠에 걸쳐 수십만환 상당의 수표를 돌리는 등 추태를 보여 야당 의원들로부터 비난을 사기도 하였다.

#### 민주당
민주당, 헌정동지회 등 야권 의원들은 단일 정·부의장 후보를 내기 위해 수차례에 걸쳐 협의를 했으나 쉽사리 합의를 보지 못하였다. 20여 명의 무소속 의원들이 구성한 교섭단체 헌정동지회에서는 무소속의 이인 의원을, 민주당은 곽상훈 부의장을 민의원의장 후보로 내세우고 있었다. 또 한편으로는 조경규, 박만원 등 자유당 내 비당권파 의원들과 연대하는 방안도 고려되었으나 해당 의원들이 결국 자유당 지도부의 결정에 복종하기로 하면서 수포로 돌아갔다. 결국 곽상훈 부의장이 야권의 단일 민의원의장 후보로 결정되었다.

### 민의원부의장 후보

#### 자유당
자유당은 6월 6일 의원총회를 열고 이기붕 민의원의장을 박수로 민의원의장 후보에 만장일치 추대한데 이어 두 명의 민의원부의장 후보 선출에 들어갔다. 그런데 이승만 당 총재가 현직의 조경규 부의장을 투표 없이 차기 부의장 후보로 추대할 것을 강력하게 지시한 바 있어, 사실상 한 명의 부의장 후보만을 두고 경선이 치러지게 되었다.
남은 한 석의 민의원부의장 후보에는 황성수, 박만원, 이재학, 김법린, 윤성순, 강세형 등이 경합하고 있었다. 이재학 의원은 강원도, 황성수 의원은 호남, 김법린 의원은 경남, 윤성순 의원은 기호 지방 의원들로부터 지지를 받아 경선은 지역 구도 양상을 띄게 되었다.
조경규 의원은 단일 후보 찬반 투표의 방식으로 부의장 후보에 선출되었으며, 다른 한 명의 부의장 후보를 두고는 3차 결선 투표까지 치러진 끝에 총투표수 129표 중 황성수 의원이 67표를 득표, 58표를 득표한 박만원 의원을 누르고 공천을 받게 되었다.

#### 헌정동지회
야권 단일의 민의원의장 후보로 민주당 소속의 곽상훈 의원이 결정되면서 부의장 후보는 헌정동지회의 차지가 되었다. 야권 의원들은 헌정동지회의 대표 간사(오늘날의 원내대표 격)인 변진갑 의원을 부의장 단일 후보로 내세우기로 하였다. 그러나 야권 의원들의 연이은 부의장 1석 할애 요구에도 불구하고 자유당 측에서 끝까지 의장단 전석 독점 방침을 고수하여, 변진갑 의원의 당선 가능성은 희박한 것으로 보여졌다.

## 논란
선거 당시 회의의 사회를 본 것은 조경규 부의장이었는데, 이를 허용할지를 두고 여야 의원들 간에 격론이 벌어졌다. 야권 의원들은 국회법 조문에 의장단 선거는 출석 의원 중 최고령자가 사회를 맡도록 한다고 써있는 것을 근거로 조경규 부의장은 사회권이 없다고 주장하였다. 반면 자유당 의원들은 해당 조문은 정식 의장이 없는 전반기 의장 선거를 두고 써진 것이라며, 후반기 의장단 선거 때는 당연히 전반기 의장단에 사회권이 있다고 주장하였다. 야권 의원들은 또한 조경규 부의장이 스스로 부의장 선거에 출마한 몸임을 고려, 공정한 진행을 위해 의사봉을 다른 의원에게 넘겨야 한다고 주장하였다. 그러나 자유당 의원들은 고 신익희 의원이 당선되었던 1952년 민의원의장 선거 때도 신익희 당시 임시의장이 사회를 본 것을 들며 조경규 부의장이 사회를 보는 것에 문제가 없다고 반박하였다. 결국 거수 표결을 한 결과 원내 과반 의석을 차지하고 있던 자유당의 주장이 받아들여져 조경규 부의장이 선거의 사회를 보게 되었다.

## 선거 결과

### 민의원의장 선거
서울특별시 서대문구 을 지역구의 이기붕 자유당 의원이 당선되었다.
| 후보     | 소속     | 득표 | %    | 비고 |
| -------- | -------- | ---- | ---- | ---- |
| 이기붕   | 자유당   | 128  | 65.6 | 당선 |
| 곽상훈   | 민주당   | 53   | 27.2 |      |
| 김법린   | 자유당   | 2    | 1.0  |      |
| 이재학   | 자유당   | 1    | 0.5  |      |
| 조경규   | 자유당   | 1    | 0.5  |      |
| 기권     | 기권     | 8    | 4.1  |      |
| 무효     | 무효     | 2    | 1.0  |      |
| 총투표수 | 총투표수 | 195  | 100  |      |

### 제1차 민의원부의장 선거
경상남도 함안군 지역구의 조경규 자유당 의원이 당선되었다.
| 후보     | 소속       | 득표 | %    | 비고 |
| -------- | ---------- | ---- | ---- | ---- |
| 조경규   | 자유당     | 126  | 64.6 | 당선 |
| 변진갑   | 헌정동지회 | 55   | 28.2 |      |
| 이재학   | 자유당     | 3    | 1.5  |      |
| 박만원   | 자유당     | 2    | 1.0  |      |
| 강세형   | 자유당     | 1    | 0.5  |      |
| 이인     | 무소속     | 1    | 0.5  |      |
| 이충환   | 자유당     | 1    | 0.5  |      |
| 임흥순   | 자유당     | 1    | 0.5  |      |
| 황성수   | 자유당     | 1    | 0.5  |      |
| 기권     | 기권       | 4    | 2.1  |      |
| 무효     | 무효       | 1    | 0.5  |      |
| 총투표수 | 총투표수   | 196  | 100  |      |

### 제2차 민의원부의장 선거
서울특별시 용산구 을 지역구의 황성수 자유당 의원이 당선되었다.
| 후보     | 소속       | 득표 | %    | 비고 |
| -------- | ---------- | ---- | ---- | ---- |
| 황성수   | 자유당     | 111  | 56.9 | 당선 |
| 변진갑   | 헌정동지회 | 62   | 31.8 |      |
| 이재학   | 자유당     | 3    | 1.5  |      |
| 도진희   | 무소속     | 1    | 0.5  |      |
| 박만원   | 자유당     | 1    | 0.5  |      |
| 박재홍   | 무소속     | 1    | 0.5  |      |
| 윤병호   | 민주당     | 1    | 0.5  |      |
| 임흥순   | 자유당     | 1    | 0.5  |      |
| 정갑주   | 자유당     | 1    | 0.5  |      |
| 조만종   | 자유당     | 1    | 0.5  |      |
| 기권     | 기권       | 8    | 4.1  |      |
| 총투표수 | 총투표수   | 191  | 100  |      |